# Nogometni Klub Rudar Trbovlje
Il Nogometni Klub Rudar Trbovlje è una società calcistica slovena con sede nella città di Trbovlje.
Fondato nel 1922, il club nel 2013-2014 milita nella Tretja slovenska nogometna liga.
Nel 1991-1992 ha giocato una stagione nel massimo campionato sloveno.

## Storia
Nel 1922 fu fondata la prima società calcistica a Trbovlje, lo ŠK Zora. Il club era seguito soprattutto tra i giovani delle classi operaie. Nel 1924 il club, tuttavia, fu costretto allo scioglimento in conseguenza di uno scontro politico con l'ORJUNA (l'Organizzazione dei Nazionalisti Jugoslavi). Alcuni ex membri fondarono di conseguenza il DSK Svoboda, che cambiò denominazione in SK Amater nel 1927.
Nel 1972, in occasione del cinquantesimo anniversario del club, il Rudar vinse la Lega Repubblicana Slovena per la prima volta, conquistando così la promozione nel campionato cadetto jugoslavo (la druga savezna liga). Cominciò un periodo di successi che durò fino al 1980, nel corso del quale il Rudar conquistò altre due promozioni nella Druga Liga jugoslava vincendo il titolo repubblicano sloveno nel 1974 e nel 1979.
Con l'indipendenza della Slovenia, cominciò un periodo di declino per il club. In seguito alla partenza di alcuni dei giocatori migliori, nella stagione 1991-92 l'indebolito Rudar concluse la prima edizione del massimo campionato sloveno in zona retrocessione. Da allora non è più riuscito a tornare in massima serie.

## Rosa 2013
| N. |                     | Ruolo | Calciatore      |
| -- | ------------------- | ----- | --------------- |
| 1  | Slovenia (bandiera) | P     | Igor Matanovic  |
| 5  | Slovenia (bandiera) | D     | Dejan Cjvetic   |
| 6  | Slovenia (bandiera) | D     | Amel Mrvojak    |
| 7  | Slovenia (bandiera) | C     | Domel Krbiss    |
| 8  | Slovenia (bandiera) | C     | Antonio Juric   |
| 9  | Slovenia (bandiera) | A     | Jan Berger      |
| 11 | Slovenia (bandiera) | C     | Vucasin Ristic  |
| 12 | Slovenia (bandiera) | P     | Rok Botal       |
| 14 | Slovenia (bandiera) | C     | Damir Mimisevic |

| N. |                     | Ruolo | Calciatore      |
| -- | ------------------- | ----- | --------------- |
| 22 | Slovenia (bandiera) | C     | Jan Holezek     |
| 23 | Slovenia (bandiera) | D     | Peter Klanciar  |
| 25 | Slovenia (bandiera) | A     | Jure Laznik     |
| 26 | Slovenia (bandiera) | C     | Denis Zibert    |
| 27 | Slovenia (bandiera) | D     | Ziga Lacnik     |
| 32 | Slovenia (bandiera) | A     | Karamarkovic    |
| 33 | Slovenia (bandiera) | C     | Marko Sotensek  |
| 35 | Slovenia (bandiera) | A     | Milan Osterc    |
| 49 | Slovenia (bandiera) | A     | Aldin Ahmetovic |
|    | Slovenia (bandiera) | D     | Vildan Slivar   |

## Stadio
Il club gioca le gare casalinghe allo stadio Rudar Stadium, che ha una capacità di 1000 posti a sedere.

## Palmarès

### Competizioni nazionali
- Slovenska republiška nogometna liga: 3

1971-1972, 1973-1974, 1978-1979
- 4.SNL: 1

2011–2012